# Премія Макса Борна
Пре́мія Ма́кса Бо́рна (англ. Max Born Award) — нагорода Оптичного товариства (OSA) в галузі хвильової оптики. ЇЇ присуджують особі, яка зробила видатний внесок у фізичну оптику, теоретичну чи експериментальну. Названа на вшанування пам'яті лауреата Нобелівської премії Макса Борна. 
Нагородження проводиться з 1982 року.
Серед нагороджених є два лауреати Нобелівської премії.

## Лауреати
| Год  | Лауреат                   | Країна                | Обґрунтування нагороди |
| ---- | ------------------------- | --------------------- | --- |
| 1982 | Леонард Мандель           | Велика Британія / США | — |
| 1983 | Joseph W. Goodman         | США                   | — |
| 1984 | Adolf W. Lohmann          | ФРН                   | — |
| 1985 | Рой Глаубер               | США                   | Оригінальний текст (англ.) [«For contributions to the understanding of coherence and coherent states and the extension of optical methods to an analysis of high energy scattering processes»] Помилка: [undefined] Помилка: {{Lang}}: немає тексту (допомога): не вказано код мови (допомога) За внесок у розуміння когерентності та когерентних станів і розширення оптичних методів для аналізу процесів високоенергетичного розсіювання |
| 1986 | Herch Moysés Nussenzveig  | Бразилія              | Оригінальний текст (англ.) [«For distinguished and valuable contributions to the theory of Mie scattering and to the theories of the rainbow and the glory»] Помилка: [undefined] Помилка: {{Lang}}: немає тексту (допомога): не вказано код мови (допомога) За визначний і цінний внесок у теорію розсіяння Мі та теорію веселки і глорії |
| 1987 | Еміль Вольф               | Велика Британія / США | Оригінальний текст (англ.) [«For works that deal with the theory of partial coherence in the space-frequency domain, scattering and inverse scattering, phase conjugation, radiation, and radiometry»] Помилка: [undefined] Помилка: {{Lang}}: немає тексту (допомога): не вказано код мови (допомога) За роботи з теорії часткової когерентності в просторово-частотній області, розсіяння та зворотного розсіювання, оптичного фазового спряження, випромінювання та радіометрії |
| 1988 | Girish Agarwal            | Індія / США           | Оригінальний текст (англ.) [«For extensive contributions to the understanding of the interaction of radiation with matter, particularly in the areas of coherence, superflourescence, bistability, and nonlinear surface phenomena»] Помилка: [undefined] Помилка: {{Lang}}: немає тексту (допомога): не вказано код мови (допомога) За великий внесок у розуміння взаємодії випромінювання з речовиною, зокрема в областях когерентності, суперфлуоресценції, бістабільності та нелінійних поверхневих явищ |
| 1989 | Дітріх Маркузе            | ФРН / США             | Оригінальний текст (англ.) [«For his outstanding contributions in developing the theoretical framework for light propagation in dielectric waveguides, complemented by his textbooks which have significantly impacted the education and training of optical scientists and engineers»] Помилка: [undefined] Помилка: {{Lang}}: немає тексту (допомога): не вказано код мови (допомога) За видатний внесок у розробку теоретичних основ поширення світла в діелектричних хвилеводах, доповнених підручниками, які суттєво вплинули на освіту та підготовку вчених-оптиків та інженерів |
| 1990 | Семюел Леверте Макколл    | США                   | Оригінальний текст (англ.) [«For his pioneering theoretical and experimental contributions to self-induced transparency and optical bistability»] Помилка: [undefined] Помилка: {{Lang}}: немає тексту (допомога): не вказано код мови (допомога) За його новаторський теоретичний та експериментальний внесок у самоіндуковану прозорість та оптичну бістабільність |
| 1991 | Джеймс Ґордон             | США                   | Оригінальний текст (англ.) [«For his manifold original contributions to physical optics, including masers, the theory of quantum noise in lasers and in optical communications, radiation pressure, ultrafast phenomena, and solitons in optical fibers, and for his fruitful and selfless assistance to so many others»] Помилка: [undefined] Помилка: {{Lang}}: немає тексту (допомога): не вказано код мови (допомога) За його різноманітний оригінальний внесок у фізичну оптику, включаючи мазери, теорію квантового шуму в лазерах та оптичних комунікаціях, радіаційний тиск, надшвидкі явища та солітони в оптичних волокнах, а також за плідну й безкорисливу допомогу багатьом іншим                                                                                                  |
| 1992 | Родні Лаудон              | Велика Британія       | Оригінальний текст (англ.) [«For seminal and sustained contributions to physical optics, including work on the quantum theory of light and the optical properties of solids»] Помилка: [undefined] Помилка: {{Lang}}: немає тексту (допомога): не вказано код мови (допомога) За фундаментальний і постійний внесок у фізичну оптику, включаючи роботу з квантової теорії світла та оптичних властивостей твердих тіл |
| 1994 | Валер'ян Ілліч Татарський | СРСР/ США             | Оригінальний текст (англ.) [«For his outstanding seminal contributions to the theory of wave propagation through random media, particularly optical propagation through atmospheric turbulence, as well as for his fundamental contributions to the fields of statistical and quantum optics»] Помилка: [undefined] Помилка: {{Lang}}: немає тексту (допомога): не вказано код мови (допомога) За його видатний внесок у теорію поширення хвиль через випадково неоднорідні середовища, зокрема оптичне поширення через атмосферну турбулентність, а також за фундаментальний внесок у галузі статистичної та квантової оптики |
| 1995 | Tito Arecchi              | Італія                | Оригінальний текст (англ.) [«For many contributions to photon statistics of lasers, cooperative atomic radiation effects, and laser instabilities and chaos»] Помилка: [undefined] Помилка: {{Lang}}: немає тексту (допомога): не вказано код мови (допомога) За великий внесок у фотонну статистику лазерів, вивчення кооперативних ефектів атомного випромінювання, а також лазерної нестабільності і хаосу |
| 1996 | H. Jeff Kimble            | США                   | Оригінальний текст (англ.) [«For many original contributions to the field of quantum optics, including the definitive experiments on photon anti-bunching and a quantitative analysis of optical bistability»] Помилка: [undefined] Помилка: {{Lang}}: немає тексту (допомога): не вказано код мови (допомога) За велику кількість оригінальних вкладів в галузі квантової оптики, включаючи вирішальні експерименти з антигрупування фотонів та кількісний аналіз оптичної бістабільності |
| 1997 | Борис Зельдович           | Росія / США           | Оригінальний текст (англ.) [«For his seminal contributions to the discovery and theoretical understanding of optical phase conjugation»] Помилка: [undefined] Помилка: {{Lang}}: немає тексту (допомога): не вказано код мови (допомога) За його визначний внесок у відкриття та теоретичне розуміння оптичного фазового спряження |
| 1998 | Петер Цоллер              | Австрія               | Оригінальний текст (англ.) [«For his outstanding and leading theoretical contributions to quantum optics, especially in the fields of quantum computation, quantum communications and networking, and Bose-Einstein condensation»] Помилка: [undefined] Помилка: {{Lang}}: немає тексту (допомога): не вказано код мови (допомога) За його видатний і провідний теоретичний внесок у квантову оптику, особливо в області квантових обчислень, квантових комунікацій та мереж, а також у вивчення конденсації Бозе-Ейнштейна |
| 1999 | Ален Аспе                 | Франція               | Оригінальний текст (англ.) [«For fundamental contributions to quantum optics, including experiments on the violation of Bell inequalities in atomic radiative cascade, and the manipulation of atoms by laser light»] Помилка: [undefined] Помилка: {{Lang}}: немає тексту (допомога): не вказано код мови (допомога) За фундаментальний внесок у квантову оптику, включаючи експерименти з порушенням нерівностей Белла в атомному радіаційному каскаді та маніпуляції атомами лазерним світлом |
| 2000 | Jagdeep Shah              | Індія / США           | Оригінальний текст (англ.) [«For his pioneering contributions in the field of optics and optoelectronics of semiconductors and their heterostructures»] Помилка: [undefined] Помилка: {{Lang}}: немає тексту (допомога): не вказано код мови (допомога) За новаторський внесок у галузі оптики та оптоелектроніки напівпровідників та їх гетероструктур |
| 2001 | Bernard Yurke             | США                   | Оригінальний текст (англ.) [«For contributions to theoretical and experimental research in basonic and fermionic squeezed states, back-action evading measurements, microwave radiation squeezing, Josephson parametric amplifiers, and the theory of local reality violations»] Помилка: [undefined] Помилка: {{Lang}}: немає тексту (допомога): не вказано код мови (допомога) За внесок у теоретичні та експериментальні дослідження базонних і ферміонних стиснутих станів, вимірювання ухилення від зворотної дії, стиснення мікрохвильового випромінювання, параметричних підсилювачів Джозефсона та теорії порушень локальної реальності |
| 2002 | Джон Голл                 | США                   | Оригінальний текст (англ.) [«For pioneering the field of stable lasers, including their applications in fundamental physics and, most recently, in the stabilization of femtosecond lasers to provide dramatic advances in optical-frequency metrology»] Помилка: [undefined] Помилка: {{Lang}}: немає тексту (допомога): не вказано код мови (допомога) За новаторство у галузі стабільних лазерів, у тому числі їх застосування у фундаментальній фізиці та, останнім часом, у стабілізації фемтосекундних лазерів, щоб забезпечити значний прогрес в оптико-частотній метрології |
| 2003 | Howard Carmichael         | Нова Зеландія         | Оригінальний текст (англ.) [«For outstanding theoretical contributions to quantum optics through the understanding of quantum fluctuations, especially in the open systems of resonance fluorescence and cavity QED»] Помилка: [undefined] Помилка: {{Lang}}: немає тексту (допомога): не вказано код мови (допомога) За видатний теоретичний внесок у квантову оптику через розуміння квантових флуктуацій, особливо у відкритих системах резонансної флуоресценції та резонаторної квантової електродинаміки (КЕД) |
| 2004 | David E. Pritchard        | США                   | Оригінальний текст (англ.) [«For creative application of light to new forms of spectroscopy, to manipulation and trapping of atoms, and for pioneering the new fields of atom optics and atom interferometry»] Помилка: [undefined] Помилка: {{Lang}}: немає тексту (допомога): не вказано код мови (допомога) За творче застосування світла до нових форм спектроскопії, для маніпуляції та захоплення атомів, а також для відкриття нових галузей атомної оптики та атомної інтерферометрії |
| 2005 | Александр Каплан          | СРСР / США            | Оригінальний текст (англ.) [«For seminal contributions to nonlinear interface and optical bistability effects, hysteretic resonances of a single electron, and physics of sub-femtosecond pulses»] Помилка: [undefined] Помилка: {{Lang}}: немає тексту (допомога): не вказано код мови (допомога) За основоположний внесок у нелінійний інтерфейс і ефекти оптичної бістабільності, гістеретичні резонанси одного електрона та фізику субфемтосекундних імпульсів |
| 2006 | Richart E. Slusher        | США                   | Оригінальний текст (англ.) [«For outstanding experimental contributions to quantum optics in squeezed state generation, in microcavity lasers, and in optical pulse propagation through periodic and nonlinear media»] Помилка: [undefined] Помилка: {{Lang}}: немає тексту (допомога): не вказано код мови (допомога) За видатний експериментальний внесок у квантову оптику у генеруванні стиснутих станів, у лазерах з мікрорезонаторами та в поширенні оптичних імпульсів через періодичні та нелінійні середовища |
| 2007 | Luigi Lugiato             | Італія                | Оригінальний текст (англ.) [«For pioneering theoretical contributions to the fields of optical bistability and instabilities, optical pattern formation, cavity solitons, squeezing and quantum imaging»] Помилка: [undefined] Помилка: {{Lang}}: немає тексту (допомога): не вказано код мови (допомога) За новаторський теоретичний внесок у галузі оптичної бістабільності та нестабільності, формування оптичних візерунків, резонаторних солітонів, стиснення та квантової візуалізації |
| 2008 | Peter W. Milonni          | США                   | Оригінальний текст (англ.) [«For exceptional contributions to the fields of theoretical optics, laser physics and quantum mechanics, and for dissemination of scientific knowledge through authorship of a series of outstanding books»] Помилка: [undefined] Помилка: {{Lang}}: немає тексту (допомога): не вказано код мови (допомога) За винятковий внесок у галузі теоретичної оптики, лазерної фізики та квантової механіки, а також за поширення наукових знань через написання серії видатних книг |
| 2009 | Mordechai Segev           | Ізраїль               | Оригінальний текст (англ.) [«For groundbreaking contributions in the field of optical spatial solitons»] Помилка: [undefined] Помилка: {{Lang}}: немає тексту (допомога): не вказано код мови (допомога) За новаторський внесок в галузі оптичних просторових солітонів |
| 2010 | Володимир Шалаєв          | СРСР / США            | Оригінальний текст (англ.) [«For seminal contributions to both the theoretical framework and the experimental realization of optical metamaterials»] Помилка: [undefined] Помилка: {{Lang}}: немає тексту (допомога): не вказано код мови (допомога) За фундаментальний внесок як у теоретичну основу, так і в експериментальну реалізацію оптичних метаматеріалів |
| 2011 | Carlton M. Caves          | США                   | Оригінальний текст (англ.) [«For seminal contributions in quantum optics and information theory, including the foundations of quantum noise, the role of entanglement in quantum information processing, and the fundamental limits of quantum measurement»] Помилка: [undefined] Помилка: {{Lang}}: немає тексту (допомога): не вказано код мови (допомога) За основоположний внесок у квантову оптику та теорію інформації, включаючи основи квантового шуму, роль заплутаності в квантовій обробці інформації та фундаментальні межі квантового вимірювання |
| 2012 | Жан Далібар               | Франція               | Оригінальний текст (англ.) [«For groundbreaking theoretical work on atom-light interactions, including the elucidation of new laser cooling mechanisms, and for seminal experimental work on the optical manipulation of cold atoms and quantum gasses»] Помилка: [undefined] Помилка: {{Lang}}: немає тексту (допомога): не вказано код мови (допомога) За новаторську теоретичну роботу щодо взаємодій між атомом і світлом, включаючи з'ясування нових механізмів лазерного охолодження, і за фундаментальну експериментальну роботу з оптичного маніпулювання холодними атомами та квантовими газами |
| 2013 | Yaron Silberberg          | Ізраїль               | Оригінальний текст (англ.) [«For seminal contributions in nonlinear and quantum optics, among them the first observation of optical discrete solitons, the prediction of spatio-temporal solitons and light bullets, pioneering experiments with temporal shaping of entangled photons and quantum control, and groundbreaking work in nonlinear microscopy»] Помилка: [undefined] Помилка: {{Lang}}: немає тексту (допомога): не вказано код мови (допомога) За основоположний внесок у нелінійну та квантову оптику, серед яких перше спостереження оптичних дискретних солітонів, передбачення просторово-часових солітонів і світлових куль, піонерські експерименти з тимчасового формування заплутаних фотонів і квантового контролю, а також новаторську роботу в нелінійній мікроскопії |
| 2014 | Костас Сукуліс            | США                   | Оригінальний текст (англ.) [«For creative and outstanding theoretical and experimental research in the fields of photonic crystals and left-handed metamaterials, and for novel applications of these materials to manipulate electromagnetic radiation»] Помилка: [undefined] Помилка: {{Lang}}: немає тексту (допомога): не вказано код мови (допомога) За творчі та видатні теоретичні та експериментальні дослідження в області фотонних кристалів та лівосторонніх метаматеріалів, а також за нове застосування цих матеріалів для керування електромагнітним випромінюванням |
| 2015 | Джон Джоаннопулос         | США                   | Оригінальний текст (англ.) [«For numerous contributions to nanophotonics, including pioneering the "numerical experiments" approach for nanophotonics»] Помилка: [undefined] Помилка: {{Lang}}: немає тексту (допомога): не вказано код мови (допомога) За численний внесок у нанофотоніку, включаючи новаторський підхід «чисельних експериментів» для нанофотоніки |
| 2016 | Xiang Zhang               | США                   | Оригінальний текст (англ.) [«For the experimental realization of major theoretical predictions in the field of metamaterials and graphene optics»] Помилка: [undefined] Помилка: {{Lang}}: немає тексту (допомога): не вказано код мови (допомога) За експериментальну реалізацію основних теоретичних прогнозів у галузі метаматеріалів та графенової оптики |
| 2017 | Miles J. Padgett          | Велика Британія       | Оригінальний текст (англ.) [«For contributions to optics and especially to optical momentum, including the optical spanner, the use of orbital angular momentum in communication systems, and an angular form of the Einstein-Podolsky-Rosen paradox»] Помилка: [undefined] Помилка: {{Lang}}: немає тексту (допомога): не вказано код мови (допомога) За внесок в оптику і особливо оптичний імпульс, включаючи оптичний ключ, використання орбітального кутового моменту в системах зв'язку і кутову форму парадоксу Ейнштейна-Подільського-Розена. |
| 2018 | Дімітріос Христодулідіс   | США                   | Оригінальний текст (англ.) [«For founding the field of Parity-Time non-Hermitian Optics and of the field of Accelerating Waves, and leading them ever since, and for groundbreaking contributions in multiple areas in Physical Optics»] Помилка: [undefined] Помилка: {{Lang}}: немає тексту (допомога): не вказано код мови (допомога) За заснування та очолення галузі неермітової оптики з паритетом часу і області хвиль, що прискорюються, а також за новаторський внесок у багатьох галузях фізичної оптики. |
| 2019 | Govind P. Agrawal         | США                   | Оригінальний текст (англ.) [«For sustained distinguished contributions to physical optics through innovative research on lasers, fiber-optical communications and nonlinear optics»] Помилка: [undefined] Помилка: {{Lang}}: немає тексту (допомога): не вказано код мови (допомога) За стабільний видатний внесок у фізичну оптику через інноваційні дослідження лазерів, волоконно-оптичних комунікацій та нелінійної оптики |
| 2020 | Nader Engheta             | США                   | Оригінальний текст (англ.) [«For pioneering contributions to optical metamaterials and nanoscale optics»] Помилка: [undefined] Помилка: {{Lang}}: немає тексту (допомога): не вказано код мови (допомога) За піонерський внесок в оптичні метаматеріали та нанорозмірну оптику |
| 2021 | Анн Л'Юйє                 | Франція               | Оригінальний текст (англ.) [«For pioneering work in ultrafast laser science and attosecond physics, realizing and understanding high-harmonic generation and applying it to time-resolved imaging of electron motion in atoms and molecules»] Помилка: [undefined] Помилка: {{Lang}}: немає тексту (допомога): не вказано код мови (допомога) За новаторську роботу в галузі науки надшвидкісних лазерів та фізики аттосекунд, усвідомлення та розуміння генерування високих гармонік та застосування їх для відображення руху електронів в атомах і молекулах з роздільною здатністю за часом |
| 2022 | Юрій Ківшар               | Австралія             | Оригінальний текст (англ.) [«For pioneering and ground-breaking research in nonlinear metamaterials and all-dielectric resonant metaphotonics that derives unique optical functionalities from electric and magnetic dipolar and multipolar Mie-type resonances underpinning new discoveries in nonlinear and topological nanophotonics»] Помилка: [undefined] Помилка: {{Lang}}: немає тексту (допомога): не вказано код мови (допомога) За новаторські та революційні дослідження в галузі нелінійних метаматеріалів та повністю діелектричної резонансної метафотоніки, які дають можливість отримати унікальні оптичні функції з електричних та магнітних диполярних та мультиполярних резонансів Mi-типу, що лежать в основі нових відкриттів у нелінійній та топологічній нанофотоніці.   |
| 2023 | Марин Солячич             | США                   | Оригінальний текст (англ.) [«For seminal contributions to the fields of plasmonics, electromagnetism and topological photonics»] Помилка: [undefined] Помилка: {{Lang}}: немає тексту (допомога): не вказано код мови (допомога) За фундаментальний внесок у галузі плазмоніки, електромагнетизму та топологічної фотоніки. |
| 2024 | Андреа Алу                | США                   | Оригінальний текст (англ.) [«For pioneering contributions to linear, nonlinear and nonreciprocal photonic metamaterials»] Помилка: [undefined] Помилка: {{Lang}}: немає тексту (допомога): не вказано код мови (допомога) За новаторський внесок у лінійні, нелінійні та незворотні фотонні метаматеріали. |